# Friedrich Grösser

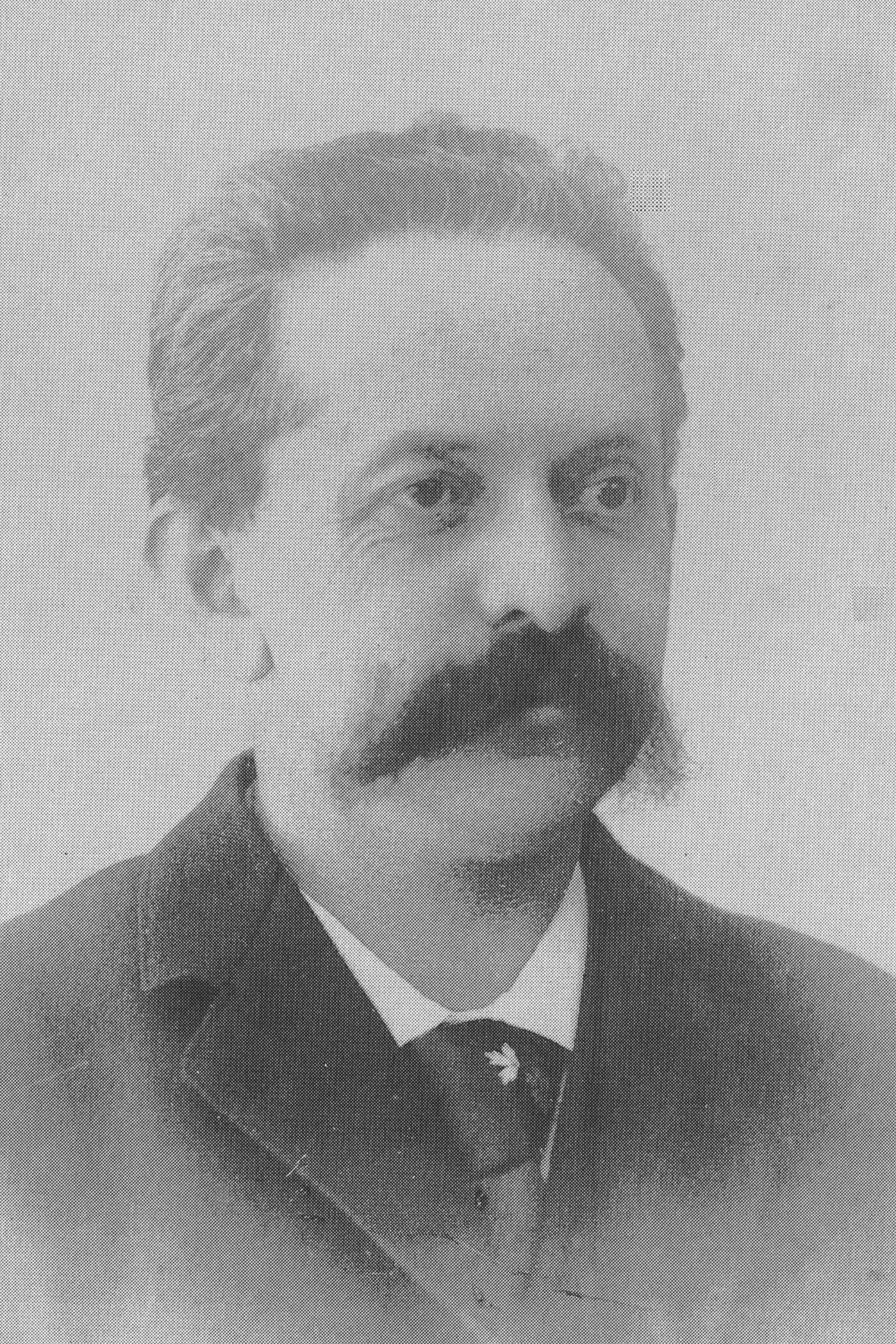
Friedrich Grösser

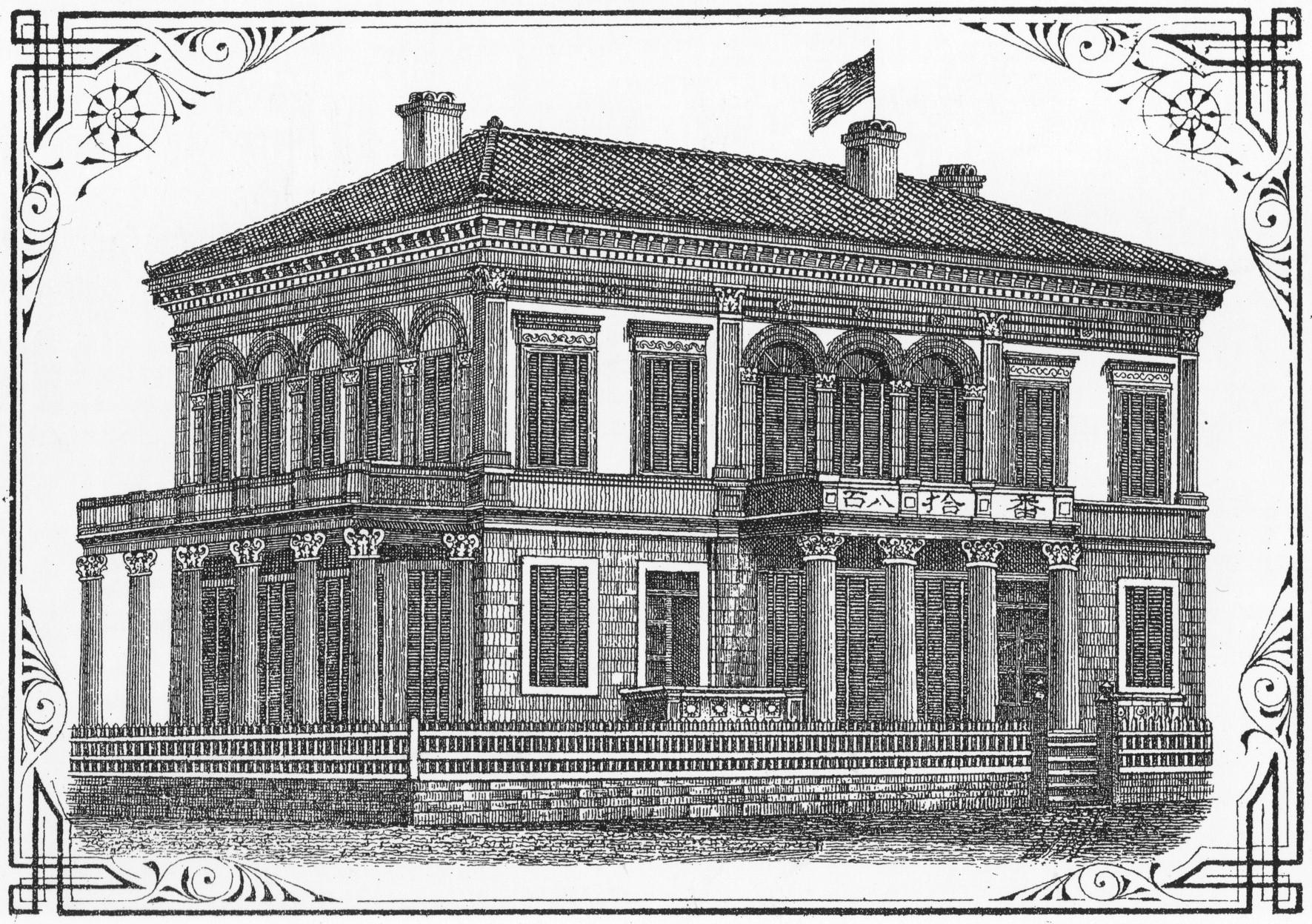
Haus 180 (Grösser) in Yokohama

Friedrich Grösser (geb. 14. Juni 1844 in Bremen; gest. 1915 ebenda) war ein deutscher Kaufmann, der zwischen 1864 und 1893 in Japan aktiv war.

## Leben und Werk
Friedrich Grössers älterer Bruder Everhard war 1853 über Holland nach Japan ausgewandert. Er gründete auf Deshima in Nagasaki die Firma „Grosser & Co.“ (ゴロッスル商会, Gorossuru shōkai), die erste deutsche Firma in Japan überhaupt. Friedrich folgte 1864 seinem Bruder, wanderte unter Aufgabe seiner Bremer Staatsangehörigkeit nach Nagasaki aus und erreichte mit dem Schiff über Kapstadt und Batavia Japan. Die Firma Grösser war inzwischen aufs Festland verlegt und nutzte im Stadtteil Oura, in der dortigen Ausländersiedlung, das Grundstück Oura Nr. 30. Während in Nagasaki der Mitinhaber Boemeyer die Geschäfte betrieb, wirkte Bruder Everhard seit 1859 in Yokohama. Er baute sich dort auf dem Lot 180 ein schönes Haus. 1864 stellte man sich unter den Schutz der preußischen Vertretung in Japan, die seit 1862 existierte. Anfang der 1870er Jahre zog sich Everhard aus Japan zurück, gründete in London ein Geschäft für japanische Waren und überließ die Firma seinem Bruder. 
Als der Hafen Kōbe 1868 für Ausländer geöffnet wurde, erwarb Friedrich bei einer Grundstücksauktion am 10. Februar das Lot Nr. 27 für 8 1/4 Bus, was 2,75 Mexikanischen Dollar entsprach. Das Geschäftshaus überstand einen größeren Taifun im Jahr 1871 unbeschadet. – Friedrich nahm sich nach 16 Jahren in Japan seinen ersten Heimaturlaub, fuhr nach Bremen und heiratete im November 1882 Clara Focke, mit der nach Japan zurückkehrte, diesmal durch den Suezkanal. 1888 übernahm Friedrich den Vorsitz des „Club Germania“, als dieser sein 25-jähriges Bestehen feierte.
Im Jahr 1893 sandte Friedrich seine Familie nach Deutschland, 1900 kehrte er selbst zurück und ließ sich in Bremen nieder. 1912 verkaufte er seine letzten Firmenanteile an die Firma Reimers & Co. Er starb 1915 in Bremen.